# فلوریس خرتس
فلوریس خرتس (هلندی: Floris Gerts؛ زادهٔ ۳ مهٔ ۱۹۹۲) دوچرخه‌سوار اهل هلند است.
از باشگاه‌هایی که در آن رکاب زده‌است می‌توان به تیم دوچرخه‌سواری رابوبانک دولوپمنت، تیم بی‌ام‌سی و تیم دوچرخه‌سواری رومپوت–ندرلانسه لوتری اشاره کرد.